# Tanamacoyan
Tanamacoyan är en ort i Mexiko.   Den ligger i kommunen Hueyapan och delstaten Puebla, i den sydöstra delen av landet, 180 km öster om huvudstaden Mexico City. Tanamacoyan ligger 1 622 meter över havet och antalet invånare är 1 727.
Terrängen runt Tanamacoyan är kuperad söderut, men norrut är den bergig. Terrängen runt Tanamacoyan sluttar norrut. Runt Tanamacoyan är det tätbefolkat, med 343 invånare per kvadratkilometer. Närmaste större samhälle är Teziutlan, 10,9 km sydost om Tanamacoyan. Omgivningarna runt Tanamacoyan är en mosaik av jordbruksmark och naturlig växtlighet.